# Iris polystictica mongolica
Iris polystictica mongolica es una subespecie de mantis de la familia Tarachodidae.

## Distribución geográfica
Se encuentra en China y Mongolia.